# Njegoš Sikiraš
Njegoš Sikiraš (Pale, 11 april 1999) is een Bosnisch basketballer.

## Carrière
Sikiraš speelde in de jeugd van KK Tri poena, KK Buducnost Bijeljina en Stella Azzura Roma. Bij deze laatste maakte hij in 2014 zijn debuut in de Italiaanse derde klasse. In 2017 ging hij spelen voor de Spaanse eersteklasser Baloncesto Fuenlabrada. In zijn periode bij Fuenlabrada werd hij meermaals uitgeleend aan tweede en derdeklassers uit Spanje. In 2016/17 speelde hij voor CB Getafe, het seizoen erop voor derdeklasser Óbila CB en daarna een seizoen bij derdeklasser CB Tormes.
In het seizoen 2019/20 werd hij uitgeleend aan tweedeklasser CB Marín Peixegalego naast enkele wedstrijden voor Fuenlabrada. Hij deelde het seizoen 2020/21 met de tweedeklasser Club Melilla Baloncesto. Hij verliet Fuenlabrada aan het einde van het seizoen 2020/21. Hij tekende daarna bij OKK Borac maar verliet de club al in november 2021 voor de Spaanse tweedeklasser AB Castelló die hij in februari 2022 inwisselde voor reeksgenoot CB Peñas Huesca.
Voor het seizoen 2022/23 keerde hij opnieuw terug naar de Bosnische competitie en tekende bij KK Buducnost Bijeljina. Het seizoen 2023/24 speelde hij bij de Sloveense eersteklasser KK Rogaška. Het seizoen 2024/25 begon hij bij het Macedonische KK Rabotnički dat hij in september 2024 al verliet voor het Slowaakse BK Patrioti Levice. Hij verliet BK Patrioti Levice in november 2024 en tekende daarop voor de Belgische eersteklasser Okapi Aalst.
Hij maakte voor het seizoen 2025/26 de overstap naar reeksgenoot Spirou Charleroi.